# Bataille de Challans (7 avril 1794)
Pour les articles homonymes, voir Bataille de Challans.
Guerre de Vendée
Batailles
La deuxième bataille de Challans a lieu le 7 avril 1794 lors de la guerre de Vendée. Elle s'achève par la victoire des républicains qui repoussent une attaque des Vendéens.

## Prélude
Après sa victoire inespérée à la bataille des Clouzeaux, le 20 mars, Charette commence à reconstituer ses forces. Selon Lucas de La Championnière, il envoie alors des cavaliers « dans toutes les paroisses avec ordre de menacer de mort quiconque ne rejoindrait pas et de tuer de suite celui qui paraitrait le plus mutin pour servir d'exemple aux autres »,. Le général en chef de l'Armée de l'Ouest, Louis Marie Turreau, ne semble pas s'inquièter de la survie du chef vendéen. Le 5 avril, il écrit au ministre de la guerre Jean-Baptiste Bouchotte : « Charette a éprouvé tant d'échec que je ne luy connais plus d'armée, je ne sais où est son parti, mais au moment où il reparaitra si toutefois il reparait, je ne perdray pas de temps pour lui donner la chasse. Il n'existe maintenant dans la Vendée que deux corps de rebelles qui méritent quelqu'attention, celuy commandé par Stofflet et l'autre par Marigny ».
De son côté, le général républicain Jacques Dutruy mène, pendant le mois de mars, plusieurs expéditions dans le marais, depuis la ville de Challans. Turreau envisage cependant d'évacuer Challans et de faire incendier la ville,. Il adresse un courrier en ce sens à l'adjudant-général Boussard le 24 mars, cependant ce dernier s'oppose à cette idée dans la réponse qu'il lui adresse trois jours plus tard,,.

## Forces en présence
Dans son rapport, adressé au Comité de salut public le jour même de la bataille, Melrand, agent national du district, porte la garnison de Challans à 500 hommes mais précise que seulement 300 ont combattu, les autres ayant été disséminés dans les marais,. Charruau, receveur des domaines de Machecoul, évoque, dans une lettre datée du 8 mai, une garnison de 900 républicains, renforcée par 300 hommes à la fin du combat. Cette garnison est sous les ordres du général de brigade Dutruy et de l'adjudant-général Boussard.
Dans ses mémoires, l'officier royaliste Pierre-Suzanne Lucas de La Championnière, ne donne pas de chiffres mais indique également que la garnison républicaine était « peu nombreuse ». Dans son rapport au général Turreau, le général Dutruy précise que sa cavalerie n'est forte que de 18 hommes. 
Le nombre des Vendéens est évalué à 4 000 par Melrand et à 3 000 par Charruau. L'auteur royaliste René Bittard des Portes estime quant à lui l'armée de Charette à 1 500 hommes lors de l'attaque.

## Déroulement
Le 7 avril, l'armée de Charette se présente devant Challans.
Les Vendéens ont d'abord l'avantage mais prennent la fuite inexplicablement. Selon Lucas de La Championnière, les patriotes semblent d'abord décidés à faire retraite sur  les Sables-d'Olonne,. Les habitants font leurs paquets et l'artillerie est attelée. Cependant un caisson escorté par quelques gendarmes fait son apparition, au nord, sur la route de Nantes, dans le dos de l'armée vendéenne,. Ce petit renfort suffit à provoquer la panique des paysans, qui se croient pris entre deux feux,.
Dutruy poursuit les fuyards sur une lieue avec sa faible cavalerie,,. Il regagne Challans dans la soirée.
D'après Dutruy et Charruau, la bataille a duré environ huit heures,. Charruau précise que « si les brigands avoient pris Challans, ils se seroient emparés d'un convoy de 80 000 cartouches ». 
Cette victoire vaut à l'adjudant-général Boussard d'être promu au grade de général de brigade le 10 avril.

## Pertes
Dans son rapport à Turreau, le général Dutruy annonce que les pertes républicaines sont de 29 morts et d'une trentaine de blessés, tandis qu'il estime les pertes vendéennes à 200 morts. Ce bilan est transmis par Turreau au ministre de la guerre. Charruau donne un état des pertes similaire dans sa lettre du 8 mai : 60 morts ou blessés pour les républicains et 200 Vendéens tués.